# Edward Jerningham
Pour les articles homonymes, voir Jerningham.
Edward Jerningham est poète dramatique anglais, d'une famille catholique du Norfolk, né en 1727, mort le 17 novembre 1812 à Londres. Il fut élevé au collège anglais de Douai, puis à Paris, et entra dans l’Église.

## Œuvres
On a de lui plusieurs petits poèmes: le Déserteur, 1769; les Funérailles du moine de La Trappe, 1771; le Curé suédois, 1775; deux tragédies : Marguerite d'Anjou, 1777, le Siège de Berwick, 1794, et une comédie, the Welsh Heiress (l'héritière du pays de Galles), 1795. Ses œuvres ont été réunies en 1806.

## Source
Cet article comprend des extraits du Dictionnaire Bouillet. Il est possible de supprimer cette indication, si le texte reflète le savoir actuel sur ce thème, si les sources sont citées, s'il satisfait aux exigences linguistiques actuelles et s'il ne contient pas de propos qui vont à l'encontre des règles de neutralité de Wikipédia.
- VIAF
- ISNI
- BnF (données)
- IdRef
- LCCN
- GND
- Belgique
- Pays-Bas
- WorldCat